# Née
Née is de vrouwelijke vorm van het Franse woord né, dat 'geboren' betekent. Het woord wordt in het Frans en sommige andere talen gebruikt tussen de achternaam van een man en de achternaam van zijn echtgenote.
Trouwt Julia Smit met Henk de Jong, dan kan ze zich Julia de Jong, née Smit noemen. Hiermee geeft ze aan dat haar huidige achternaam De Jong is, maar dat ze bij haar geboorte Smit heette.
In Nederland is het gebruik van née ongebruikelijk; men gebruikt in plaats daarvan een koppelteken (Julia de Jong-Smit), soms het woord 'geboren' (Julia de Jong, geboren Smit). Officieel blijft ze in Nederland Julia Smit heten. De oorspronkelijke achternaam wordt vaak meisjesnaam genoemd, niet te verwarren met een voornaam die aan meisjes wordt gegeven.